# Ricavo marginale
In economia, il ricavo marginale di una merce è la derivata del ricavo totale (il fatturato di un'impresa) rispetto alla quantità di merce venduta (che coincide con quella prodotta solo nell'ipotesi di assenza di scorte di quella merce). Esso indica dunque l'incidenza di variazioni delle vendite di quella merce nel fatturato complessivo. Se R è il ricavo totale, il ricavo marginale è pertanto definito come:
{\displaystyle R'={\frac {\operatorname {d} R}{\operatorname {d} x}}}
In base alla regola di Leibniz si può esplicitare nel prezzo:
{\displaystyle R'={\frac {\operatorname {d} \langle R\rangle }{\operatorname {d} x}}\cdot x+\langle R\rangle =\langle R\rangle \left[{\frac {\operatorname {d} \langle R\rangle }{\operatorname {d} x}}{\frac {x}{\langle R\rangle }}+1\right]}.
Tenuto conto che l'elasticità della domanda è definita come il rapporto tra la variazione relativa della domanda e quella del prezzo, possiamo scrivere:
{\displaystyle {\frac {\operatorname {d} R}{\operatorname {d} x}}=\langle R\rangle \left(e_{\langle R\rangle }^{-1}+1\right)}.
Eguagliando a zero la derivata, otteniamo che il ricavo è massimo in corrispondenza di una domanda perfettamente elastica rispetto al prezzo ({\displaystyle e_{\langle R\rangle }=1}).